# خوب‌صورت
خوب‌صورت (به هندی: Khoobsurat) فیلمی محصول سال ۱۹۹۹ و به کارگردانی سانجی چهل است. در این فیلم بازیگرانی همچون سانجی دات، اورمیلا ماتوندکار، اوم پوری، فریده جلال، آنجان سیرواستاو، هیمانی شیوپوری، جانی لور ایفای نقش کرده‌اند.